# Sestrunj

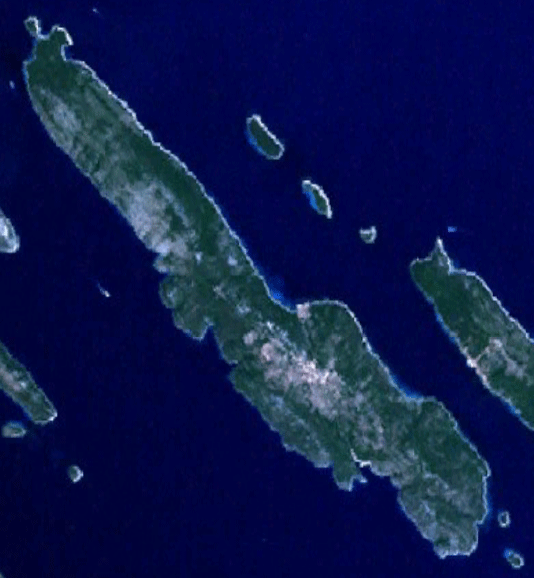
Ảnh vệ tinh của Sestrunj

Sestrunj (tiếng Ý: Sestrugno) là một đảo của Croatia trên biển Adriatic. Nó nằm trong quần đảo Zadar, giữa Ugljan, Rivanj và Dugi Otok. Diện tích của nó khoảng 15,1 kilomet vuông (5,8 dặm vuông), và có 48 người sinh sống.(tính đến  năm 2011). Khu định cư duy nhất nằm trong đảo, và được bao phủ bởi một rừng cây bụi thấp. Trên Sestrunj còn có một pháo đài Illyria. Các ngành kinh tế chính trên đảo là nông nghiệp và đánh bắt cá.